# فلورانتي كونديس
فلورانتي كونديس مواليد 20 مايو 1980 في رومبلون، الفلبين، هو ملاكم محترف فلبيني بدأ مسيرته الاحترافية سنة 2002. حقق بطولة الاتحاد الدولي للملاكمة سنة 2007 بعد انتصاره على محمد راكمان.

## إحصائيات
خاض خلال مسيرته 37 نزالا، فاز في 27 وتعادل في 1 وخسر في 9. فاز بالضربة القاضية في 23 نزالا.

## روابط خارجية
- فلورانتي كونديس على موقع بوكس ريك (الإنجليزية) (registration required)